# Acoso psicológico
El acoso psicológico o acoso moral es, según el Diccionario de la lengua española, el «trato vejatorio y descalificador hacia una persona, con el fin de desestabilizarla psíquicamente».
El acoso psicológico atenta contra la dignidad e integridad moral de la persona. Conculca los Derechos de Persona.
Se denomina también acoso psicológico porque siempre conlleva maltrato psicológico y abuso emocional. Es un largo proceso donde la persona, siendo sometida progresivamente a la incertidumbre y a la impotencia, va perdiendo su autoestima y la seguridad en sí misma. No es plenamente consciente de que está siendo humillada y de que se están vulnerando sus derechos más fundamentales. El acoso psicológico continuado puede ocasionar el suicidio de la víctima.

## Origen del término
El zoólogo Konrad Lorenz, creador de la Etología, observó el acoso grupal en algunas especies faunísticas y lo llamó mobbing.
El psicólogo Heinz Leymann estudió el acoso grupal y sus efectos psicosomáticamente traumáticos en el entorno laboral. En consecuencia, introdujo una nueva acepción para mobbing, acoso moral.
Entre humanos, el acoso u hostigamiento tiene la denominación de acoso moral o [acoso psicológico], que en ocasiones puede conllevar violencia física. La psiquiatra Marie-France Hirigoyen opina que los casos más graves de acoso, los que acaban con el suicidio de la víctima, se deben denominar acoso psicológico y ser considerados casos de psicoterrorismo. El psicólogo Iñaki Piñuel y Zabala también considera que una denominación más correcta debe ser la de acoso psicológico en el trabajo o acoso laboral.
Sociológicamente, el anglicismo mobbing significa acoso psicológico o acoso moral. En castellano se usa para definir el acoso laboral.

## Tipos de acoso psicológico
El acoso psicológico «es una manifestación inherentemente humana que se distingue por la comisión de comportamientos y conductas que tienen como propósito generar un daño moral a quien lo sufre». Sociólogos, psicólogos y psicoanalistas han observado diversos tipos de acoso grupal específico:
- Acoso laboral (mobbing o bossing en inglés)
- Acoso sexual (sexual harassment en inglés)
- Acoso escolar (bullying en inglés)
- Ciberacoso (cyberstalking en inglés)
- Ciberacoso escolar (o ciberbullying, de la traducción del inglés cyberbullying)
- Acoso inmobiliario (landlord harassment, city council harassment)
- Acoso familiar
- Acoso vecinal
- Acoso en grupo
- Acoso de historial médico: de personas que hayan padecido o padezcan una condición médica de salud mental, ya sean, familiares, conocidos o desconocidos los causantes

## Características
Las técnicas de acoso son soterradas y sutiles: palabras, miradas, insinuaciones, mentiras, difamaciones, etc. El acosador impone su voluntad (de forma continuada y progresiva), tergiversando la situación desde una posición de fuerza: posee la verdad y el poder.
El acoso moral sumerge a la víctima en una espiral depresiva que puede acabar en suicidio. Para la psiquiatra y psicoanalista Marie-France Hirigoyen, los casos extremos de acoso moral son asesinatos psíquicos. Permite desembarazarse de alguien sin mancharse las manos. Para el profesor Iñaki Piñuel y Zabala, el origen del acoso suele encontrarse en el modo en que la víctima resulta, por diferentes razones, una amenaza para el gang que la acosa.
El acoso comienza desestabilizando a la víctima hasta conseguir que pierda progresivamente la confianza en sí misma y en los demás y quede en situación de total indefensión, incapaz de reaccionar.
La ansiedad, previa a la etapa depresiva, provoca en la víctima una actitud defensiva que, a su vez, genera nuevas agresiones. El agresor no pretende destruir a su víctima de inmediato. Su objetivo es someter y controlar: anular la capacidad de defensa y el sentido crítico, la capacidad de rebeldía.
El acosador es un depredador, incapaz de considerar a sus congéneres como seres humanos. Alienado respecto a sí mismo, se aprovecha de las debilidades propias de la condición humana.

### El carácter objetivable del acoso
Según el profesor Iñaki Piñuel y Zabala, el acoso moral no es algo subjetivo, sino que consiste en comportamientos o conductas que son externamente observables.
Según los estudios Cisneros, acciones o actitudes habituales en el acoso moral son las siguientes:
- Gritar, avasallar o insultar a la víctima cuando está sola o en presencia de otras personas.
- Asignarle objetivos o proyectos con plazos que se saben inalcanzables o imposibles de cumplir, y tareas que son manifiestamente inacabables en ese tiempo.
- Sobrecargar selectivamente a la víctima con mucho trabajo.
- Amenazar de manera continuada a la víctima o coaccionarla.
- Quitarle áreas de responsabilidad clave, ofreciéndole a cambio tareas rutinarias, sin interés o incluso ningún trabajo que realizar («hasta que se aburra y se vaya»).
- Modificar sin decir nada al trabajador las atribuciones o responsabilidades de su puesto de trabajo.
- Tratarle de una manera diferente o discriminatoria, usar medidas exclusivas contra él, con vistas a estigmatizarlo ante otros compañeros o jefes (excluirle, discriminarle, tratar su caso de forma diferente).
- Ignorarle (hacerle el vacío) o excluirle, hablando sólo a una tercera persona presente, simulando su no existencia («ninguneándolo») o su no presencia física en la oficina, o en las reuniones a las que asiste («como si fuese invisible»).
- Retener información crucial para su trabajo o manipularla para inducirle a error en su desempeño laboral, y acusarle después de negligencia o faltas profesionales.
- Difamar a la víctima, extendiendo por la empresa u organización rumores maliciosos o calumniosos que menoscaban su reputación, su imagen o su profesionalidad.
- Infravalorar o no valorar en absoluto el esfuerzo realizado por la víctima, negándose a evaluar periódicamente su trabajo.
- Bloquear el desarrollo o la carrera profesional, limitando, retrasando o entorpeciendo el acceso a promociones, cursos o seminarios de capacitación.
- Ignorar los éxitos profesionales o atribuirlos maliciosamente a otras personas o a elementos ajenos a él, como la casualidad, la suerte, la situación del mercado, etc.
- Criticar continuamente su trabajo, sus ideas, sus propuestas, sus soluciones, etc.
- Supervisar o controlar, malintencionadamente, su trabajo o logros con vistas a atacarle o a encontrarle faltas o formas de acusarle de algo.
- Castigar duramente o impedir cualquier toma de decisión o iniciativa personal en el marco de sus responsabilidades y atribuciones.
- Bloquear administrativamente a la persona, no dándole traslado, extraviando, retrasando, alterando o manipulando documentos o resoluciones que le afectan.
- Ridiculizar su trabajo, sus ideas o los resultados obtenidos ante los demás trabajadores, chorizó  o parodiándolo.
- Invadir la privacidad del acosado interviniendo su correo, su teléfono, revisando sus documentos, armarios, cajones, etc.
- Robar, destruir o sustraer elementos clave para su trabajo.
- Atacar sus convicciones personales, ideología o religión.
- Animar a otros compañeros a participar en cualquiera de las acciones anteriores mediante la persuasión, la coacción o el abuso de autoridad.[3]

## El acosador
Sobre el perfil del agresor, en una relación perversa, según la psicoanalista Marie-France Hirigoyen. Los rasgos de la personalidad narcisista los comparten casi todas las personas, no se trata de rasgos patológicos. La noción perverso narcisista, en cambio, implica una estrategia de utilización del otro y luego su destrucción, sin que se produzca ningún sentimiento de culpa. Según una pauta:
- La perversión narcisista.
- El narcisismo.
- La megalomanía.
- El vampirismo.
- La irresponsabilidad.
- La paranoia.

Características del acosador:
Algunas señales relativas a la personalidad y del perfil perverso narcisista.
1 Victimizar:
Hacer de otros su víctima para aumentar la imagen defectuosa que tiene de sí mismo: tanto si es masculino, como si es femenino, el proyecto de este sujeto son las apariencias engañosas. Este sujeto, por otra parte maestro en el arte de la seducción y del misterio, organiza, a través de un trabajo de zapa psicológico, la demolición mental del otro, ya que es incapaz de respetar la dignidad humana.
2 Humillar:
Sus medios son los propios de la desvalorización, la humillación, la denigración, y también del discurso contradictorio y paradójico, de la polémica sistemática. El recurso a la alusión, a lo no dicho y al sobrentendido es frecuente.
3 Culpabilizar:
Es difícil para el acosado tomar conciencia de que está siendo manipulado, en la medida en que el "verdugo" se arregla para no ser nunca tomado en flagrante delito y así, hacer pasar otro como culpable. Acosar, es saber invertir las situaciones, acusar a otros de todas las culpas y de todos los males, es arreglarse para desempeñar siempre el mejor papel.
Las formas de violencia psicológica no se establecen únicamente mediante prohibiciones e insultos directos, sino a través de métodos muy sutiles, lentos y graduales que impiden en la mayoría de las ocasiones detectarla.

## La víctima
Posibles características de la víctima:
1. Son capaces de formarse una opinión propia sin clonarla ni apropiarse de la de otros.
2. Son capaces de cuestionar la opinión y los juicios de las «vacas sagradas» de la organización.
3. No tiene buenas amistades o relación con la familia, está muy aislado.
4. Tiene pocas habilidades de defensa sociales.
5. Personas autónomas, independientes y con iniciativa.
6. Es demasiado ingenuo y confiado en algunas ocasiones.
7. Poseen algún defecto, depresivos, que dan una impresión de indefensos y desprotegidos.
8. Las que denuncian las situaciones indignas o injustas para otros.
9. Las que no se dejan comprometer con prebendas, dinero, puestos, ascensos, a cambio de «ser un buen chico y callar»;
10. Las que son libres, disintiendo de la opinión oficial o del pensamiento único que lleva a ocultar algunos hechos;
11. Las que no son «políticamente correctas» hablando de los temas, valores y situaciones que son «tabú» en la organización;
12. Disponen a callar para no dar problemas por cosas que ven "pequeñas"

## El acoso
Trata de poner a los empleados en contra de la víctima (manipula al entorno para conseguir aliados entre los compañeros de trabajo o su silencio) para ejercitar su acoso.
La eliminación de la víctima del acoso moral suele ser la forma habitual de culminar el proceso. Según el profesor Iñaki Piñuel y Zabala la expulsión restablece momentáneamente la paz. Pero esta es una paz inquietante propia de unos “cadáveres en el armario” que aguardan siempre el momento propicio para manifestarse y revelarse.
Cuando las crisis en las relaciones laborales entre personas alcanzan su paroxismo en forma de rivalidades, envidias, conflictos, broncas, etc. es decir, en la forma de la tradicional “guerra de todos contra todos” que Hobbes analizó, surge un epifenómeno mimético propio del sistema que tiende a restablecer el orden: el mecanismo del chivo expiatorio.
Los grupos en crisis, amenazados por los costes de coordinación y por la amenaza que significa la desintegración de la unidad, la violencia generalizada y el peligro de las rencillas que desencadena la venganza tienden a seleccionar a algunos de sus miembros para, mediante el mecanismo del linchamiento multitudinario y unánime, restablecer el orden y la unanimidad perdida.
Tradicionalmente y según René Girard, las comunidades humanas hacían esto para reconciliarse consigo mismas, y esto se materializaba en un linchamiento físico y a una violencia que significaba literalmente la desaparición a manos de una multitud enfurecida de algunos individuos que, debidamente seleccionados, funcionaban a modo de chivos expiatorios de sus grupos o comunidades.
Se trataba de cargar sobre un miembro la animadversión generalizada de todos los demás y de lincharlo de forma comunitaria o gregaria. La participación de cada uno de los miembros en ese mecanismo linchador era urgida y exigida como parte de la socialización y muestra de su pertenencia o membrecía al grupo.
Un análisis psicológico del funcionamiento de todos los grupos humanos en crisis nos permite identificar una constante social: cada vez que existe un peligro para el grupo que amenaza su integridad, es decir que pone en riesgo la supervivencia del grupo como tal, tiende a desencadenarse automáticamente este mecanismo.
El grupo que acosa se transforma por efecto del mimetismo en un gang o mob, tan violento como poco consciente de su propia violencia.
Sin embargo quien acosa puede ser un psicópata organizacional. Estos individuos suelen tener plena consciencia de lo que hacen a pesar de que no sientan nada por las que se convierten en sus víctimas.